# Fredrik Vilhelm II av Mecklenburg-Strelitz
Fredrík Vilhelm II av Mecklenburg-Strelitz, storhertig av Mecklenburg-Strelitz, född 17 oktober 1819 i Neustrelitz, död 30 maj 1904 i Neustrelitz, var regerande storhertig av Mecklenburg-Strelit 1860-1904.
Han var son till storhertig Georg av Mecklenburg-Strelitz (1779-1860) och hans maka Marie av Hessen-Kassel (1796-1880).

## Familj
Gift 28 juni 1843 på Buckingham Palace i London med sin kusin, prinsessan Augusta av Cambridge (1822-1916), dotter till prins Adolf, hertig av Cambridge och Augusta av Hessen-Kassel.
Barn:
1. Adolf Fredrik V av Mecklenburg-Strelitz (1848-1914) ,  gift med Elisabeth av Anhalt (1857-1933)